# M/S Sunnanhav
M/S Sunnanhav var ett passagerarfartyg som gick för Silja Line. Det byggdes 1959 av Falkenbergs Varv AB. Fartyget var Silja Lines första motorfartyg.
Efter flera ägarbyten hamnade hon i Libyen 1975 och den 9 oktober
1985 sänktes hon utanför Tripoli  av "fientligt uppdrag".